# Рузмарин
Рузмарин (Rosmarinus officinalis; у преводу са латинског „лековита морска роса“) је род жбунасте вишегодишње биљке из породице уснатица (Lamiaceae). Од 2017. године, спроведена ДНК истраживања су довела до промене научног назива у Salvia rosmarinus, док је назив Rosmarinus officinalis задржан као синоним. Род биљке је Salvia.

## Опис
Рузмарин има мирисне зимзелене листове са ситним светлоплавим цветовима. Листови су наспрамни, седећи, чврсти, кожасти, уски, а дуги 2-3 центиметра. Горња страна листова је тамнозелена, а доња је сивобеле боје и лагано пустенаста. Између огранака, на малој петељци, пршљенасто се развијају мали љубичастоплави цветови. Расте у облику грма и може достићи висину до 2 метра.
Мирис цветова и цветних врхова гранчица је јак и налик на камфор, док је укус љут, помало горак и ароматичан.
Цвета од марта до маја, а каткада у септембру цвате и по други пут. У цветовима, листовима и гранчицама садржи етерична уља, чији квалитет зависи од климе и од сунчаних и заштићених положаја.

## Распрострањеност
Рузмарин је биљка топлих, јужних крајева, па му прија топло лето. Расте на читавом приобалном подручју Медитерана, од Португала до Мале Азије и Црног мора. На Балкану је такође распрострањен у приморју, по сунчаним и каменитим крајевима далматинског и црногорског обалног подручја и околним острвима.
У приморју углавном расте самоникло, а у континенталним подручјима се углавном сади. Често се узгаја по вртовима и цветним лонцима, али је врло осетљив на мраз, па га у северним крајевима треба штитити од хладноће. Воли јаку хумусну мешавину земље са додатком 15% песка. Пресађује се сваке треће године у мало већу саксију.

## Лековити делови
Употребљавају се цветови рузмарина (Rosmarini flores), изданци у цвату (Rosmarini herba), а најчешће се сакупљају листови (Rosmarini folia). Листови се сабиру лети, гране се режу и остављају да се суше.
Дестилацијом листова или гранчица добија се рузмариново уље (Rosmarini oleum).
Цветови и биљка у цвату сакупљају се у априлу и мају и суше у хладу.
Уз етарско уље, рузмарин садржи смолу, танине, горке материје и мале количине сапонина.

## Примена у кулинарству
Рузмарин се много користи у јужноевропској кухињи, премда његов жесток укус који подсећа на камфор некима не одговара. Ако се штедљиво користи, изврстан је зачин за супе, динстано поврће, месо, све врсте печења и меких сирева. Најбоље је у јело ставити једну везицу, која се извади када јело поприми одговарајућу арому. Такође, листићи се могу одвојити, ситно насецкати и додати у готово јело.

## Народни обичаји
У старом веку рузмарин је био посвећен грчкој богињи Афродити, богињи лепоте и љубави. Венцом од рузмарина украшавали би не само кипове богова, него би гранчицу рузмарина стављали и у колевку новорођенчета, украшавали би брачне парове, а рузмарин је био и мртвачки цвет.
Рузмарин је увек уживао велики углед код народа већ од најстаријих времена, а неки обичаји у вези са употребом рузмарина одржали су се до данас.